# Nagas & Ray
La Nagas & Ray è una casa motociclistica italiana fondata a Milano nel 1925.

La Nagas & Ray - Jonghi 350 cm³ a valvole in testa del 1930

## Storia
La ditta Nagas & Ray nacque nel primo dopoguerra per iniziativa di Alessandro Nagas e Tullio Ray, allo scopo di importare e commercializzare in Italia veicoli di produzione estera, con particolare attenzione ai veicoli di produzione statunitense che vennero conosciuti ed apprezzati anche in Europa, per merito delle ingenti forniture belliche inviate dal governo degli Stati Uniti durante la prima guerra mondiale. L'azienda ottenne l'esclusiva generale per l'Italia dalla Ford di Detroit per le automobili, oltre che della Indian di Springfield e della Zündapp di Norimberga per i motocicli. Con motocicli Indian la Nagas & Ray allestì anche una squadra corse, reclutando giovani e valenti piloti: tra questi Tazio Nuvolari.
Già nel 1922 la Nagas & Ray poteva contare su due importanti saloni di vendita e assistenza a Milano, in via Legnano 32 e a Torino, in c.so San Maurizio 55, oltre a molti agenti di vendita sparsi sul territorio italiano.
Vista la risposta del mercato, nel 1925 i soci decisero di impiantare una fabbrica di motociclette e, allo scopo, reclutano uno dei migliori tecnici motoristici italiani, l'ing. Giuseppe Remondini, reclutandolo dalla Frera che, a sua volta, l'aveva tolto all'Alfa Romeo. Remondini si mise immediatamente all'opera per progettare la nuova moto, che fu presentata alla fine del 1925 e posta in vendita nella seconda metà del 1926.
Si tratta di una sottocanna con telaio tubolare a culla e forcella anteriore a parallelogramma, spinta da un propulsore monocilindrico di 350 cm³ con distribuzione a valvole laterali, volano esterno e lubrificazione forzata. Il cambio è in blocco a tre rapporti e l'avviamento è a pedale. Veniva consegnata nelle versioni "Normale" e "Sport", differenziate solamente dall'impostazione di guida e da alcune sovrastrutture.
Nel 1927, Remondini diede l'avvio al progetto di un nuovo propulsore a valvole in testa, al fine di equipaggiare la versione "Sport" con una motorizzazione adeguata alle aspettative della clientela. Annunciato con una forte campagna di stampa, il nuovo motore iniziò le prove di banco alla fine del 1928.
Ma le nubi della "grande depressione" si addensavano all'orizzonte e nel novembre del 1929, dopo il "giovedì nero" di Wall Street, i rapporti con Ford e Indian divennero difficoltosi. In breve tempo, Alessandro Nagas e Tullio Ray decisero di ritirarsi dall'azienda, lasciando a Remondini la possibilità di continuare, assumendone gli oneri economici.
Era uno sforzo che un dipendente, seppur ben pagato, non poteva accollarsi facilmente, ma Remondini non si scoraggiò e chiese l'intervento di Tito Jonghi, un industriale argentino appassionato di motori. Grazie all'ingresso di capitali "freschi", nel 1930 si poté continuare la produzione che venne commercializzata con il marchio Jonghi. L'azienda fu trasferita in Francia nel 1932.